# Вісханов Гусейн Хамзатович
Гусе́йн Хамза́тович Вісха́нов  (5 травня 1964, Одеса) — генерал-майор Міністерства внутрішніх справ України.

## З життєпису
Станом на 2012 рік — заступник начальника Управління Західного територіального командування внутрішніх військ МВС України з питань громадської безпеки.
В листопаді 2015-го — голова комісії Головного управління Національної гвардії України, Південне управління.
На момент присвоєння звання генерал-майора 26 березня 2016 року займав посаду начальника управління спецоперацій Нацгвардії України.

## Нагороди
- Орден Богдана Хмельницького I ст. (17 травня 2024) — за особисту мужність і самовідданість, виявлені у захисті державного суверенітету та територіальної цілісності України, сумлінне та бездоганне служіння Українському народові[1]
- Орден Богдана Хмельницького II ст. (27 грудня 2022) — за особисту мужність і самовідданість, виявлені у захисті державного суверенітету та територіальної цілісності України, вірність військовій присязі, сумлінне та бездоганне служіння Українському народові[2]
- Орден Богдана Хмельницького III ст. (21 серпня 2014) — за особисту мужність і героїзм, виявлені у захисті державного суверенітету та територіальної цілісності України, вірність військовій присязі, високопрофесійне виконання службового обов'язку[3]